# 育才學校舊址
育才學校舊址位於重庆市合川区草街街道，現屬重慶市。文物遺址年代判定為1933年～1945年。1987年1月23日列為重慶市第二批市級文物保護單位初定名單。1991年4月16日公佈為四川省第三批省級重點文物保護單位。2000年9月7日列為第一批重慶市文物保護單位。2006年5月25日公佈為第六批全國重點文物保護單位。
育才學校舊址位於草街鎮鳳凰村古聖寺內。古聖寺原名虎聲寺，建於明隆慶年間，清康熙四十九年重建寺廟時，因掘得明隆慶年間「洪鐘」、「殘碣」，更名古聖寺。咸豐元年再建。現存牛王、大雄、觀音三大殿，以及善堂和廂房十餘間。